# Kinkaleri
Kinkaleri è una compagnia teatrale e di danza italiana fondata a Firenze nel 1995 dall'incontro di Matteo Bambi, Massimo Conti, Marco Mazzoni, Gina Monaco, Luca Camilletti, Cristina Rizzo. Nel 2007 Camilletti e Rizzo lasciano il gruppo per dedicarsi a progetti personali. Nel 2011 anche Matteo Bambi lascia il gruppo.

## Storia
La compagnia, che nasce come compagnia di danza, opera in campo interdisciplinare fra sperimentazione teatrale, ricerca sul movimento, installazioni visive, materiali sonori, performance.
Kinkaleri nasce a Firenze nel 1995. I componenti si incontrano, unendo le loro esperienze e studi precedenti maturati in vari campi, con l’intenzione di realizzare dei progetti specifici, sollecitando quindi la volontà di operare intorno a delle idee concrete e curando sempre tutti gli aspetti necessari alle creazioni della propria attività. Kinkaleri opera fra sperimentazione teatrale, ricerca sul movimento, performance, installazioni, allestimenti, materiali sonori, cercando un linguaggio non sulla base di uno stile ma direttamente nell’evidenza di un oggetto. I lavori del gruppo hanno ricevuto ospitalità presso numerose programmazioni in Italia e all’estero, teatri, centri d’arte contemporanea, festivals e spazi espositivi fra cui Triennale/Teatro dell’Arte - Milano, Teatro Metastasio, Teatro Fabbricone - Prato, Teatro Grande - Brescia, Sophiensaele, KunstHalle, Deutsche Bank – Berlino,
Centre Pompidou - Parigi, Kaaitheater, Kunstenfestivaldesarts - Bruxelles, Centro per l'arte contemporanea Luigi Pecci – Prato, Fondazione Calouste Gulbenkian – Lisbona, Kitazawa Town Hall – Tokyo, Oriental Pioneer Theatre – Pechino,  Mercat de les flors - Barcellona, La Batie Festival - Ginevra, Festival di Santarcangelo – Santarcangelo, Biennale Danza - Venezia, Villa Romana - Firenze, MAXXI - Roma.
Tra le produzioni più importanti ricordiamo Doom (1996), 1.9cc GLX (1998), My love for you will never die (2001), WEST (2003-2006), I Cenci/Spettacolo (2004), Nerone (2006), THE HUNGRY MARCH SHOW / Between a carrot and I (2007) / Yes Sir! (2008), Alcuni giorni sono migliori di altri (2008), Ascesa&Caduta (2010) / I AM THAT AM I (2010), Hit Parade (2011/2017), All! (2012-2017) Trilogia Puccini: Nessun Dorma(2010) / Butterfly(2015) / I love You TOSCA (2018), No Title Yet(2017),  I’M OK.(2017), (2003/2018).
Nel 2002 la compagnia riceve il “Premio Lo Straniero - Scommesse per il futuro “…per l’ammirevole coordinamento di gruppo dentro forme teatrali austere dai mezzi scabri e intensi dove la danza è ritmo nascosto della realtà e una sottile distanza crea le necessarie dissonanze” e, sempre nel 2002, il Premio Ubu per lo spettacolo come miglior spettacolo di teatrodanza dell’anno.
Dal 2001 Kinkaleri ha sede operativa a Prato nello spazioK, uno degli spazi dell’ex-area industriale Campolmi nel centro storico della città. Dal 2013 lo spazioK è Centro di Residenza Regionale sviluppando percorsi artistici appartenenti ai diversi campi della creazione e rivolti alle giovani generazioni, lo spazio è anche il luogo di is it my world? e Body To Be, serie di appuntamenti curati dalla compagnia sulle arti della scena. Il gruppo è formato attualmente da Massimo Conti, Marco Mazzoni e Gina Monaco.
Dal 2015 fa parte del gruppo KLm insieme alle compagnie Le Supplici e mk.

## Spettacoli e Performance[2]
- 2024 AcrossKissKissYou
- 2023 ManYMuchKissKissYou
- 2022 HellO*
- 2021 Inferno
- 2021 OtellO
- 2020 Once More (con Jacopo Benassi)
- 2020 HellO
- 2018 <OTTO> 2003/2018
- 2018 I love You Tosca
- 2017 - Umanesimo, Disumanesimo, Tourmanesimo
- 2017 - I'M OK
- 2016 - NO TITLE YET (con Jacopo Benassi)
- 2013-2016 - All!
- 2015- Butterfly
- 2013 - Certo Titolo
- 2012 - MILLE
- 2012 - HitParade-I balletti Russi e i balletti Svedesi
- 2011 - Gigagogo
- 2011 - I AM THAT AM I
- 2011 - Act Tact
- 2010 - Ascesa & Caduta
- 2010 - Nessun Dorma
- 2009 - WYWH
- 2009 -The Hungry March Show - Yes Sir!
- 2008 - Alcuni giorni sono migliori di altri
- 2007 - uh!
- 2007 - The Hungry March Show-Between a carrot and I
- 2007 - Pinocchio
- 2006 - Figaro
- 2006 - Nerone
- 2006 - 11cover
- 2005 - Paso Doble
- 2005 - pool
- 2004 - serieB
- 2004 - I Cenci/Spettacolo
- 2003 - Variazioni di tono
- 2003 - Lusso
- 2002–2007 - Due anzi una macchina
- 2002 - <OTTO>
- 2002 - TONO
- 2001 - My love for you will never die
- 2000 - Ecc.etera
- 1999 - ESSO
- 1999 - et
- 1999 - 1.99 CC GLX
- 1997 - super
- 1996 - doom
- 1996 - amras

## Mostre, allestimenti, installazioni
- 2015 - Talk To You
- 2012 - tRitolo | All!
- 2011 - West (serie completa)
- 2010 - Solitario
- 2010 - My World Is Empty Without You
- 2010 - One tongue touching another tongue.
- 2009 - Tournée
- 2008 - Two Works
- 2008 - Sotto-Sopra
- 2007–2010 - W
- 2007 - Wanted
- 2006 - Se volevi vedermi potevi chiamarmi
- 2006 - Bingo!!!
- 2005 - Stadium
- 2005 - Auditorium
- 2005 - PASODOBLE//Doble
- 2004 - Asilo
- 2004 - Un urlo nel lago
- 2004 - A–B
- 2002–2008 - WEST
- 2000 - zzzzz
- 1998 - Be a Tourquoise goat

## Premi
- 2022 finalista premi UBU con OtellO
- 2002: <OTTO>, Premio Ubu 2002 per miglior spettacolo di teatrodanza,
- 2001: Premio Lo Straniero Scommesse per il futuro
- 1999: " Doom Window ", creazione in video - primo premio nella sezione videodanza-creazione dalla rubrica CLASSICA di Tele+.
- 1998: " Doom Window ", creazione in video - segnalazione speciale nell'ambito della XIIIa Edizione del concorso Riccione TTV Performing Arts on screen
- 1996: " Doom ", segnalazione speciale dall'edizione del concorso Coreografico Internazionale di Bagnolet.

## Opere
- NERONE (Kinkaleri, ottobre 2006)
- Progetto Urlo, (Kinkaleri, settembre 2008)
- Alcuni giorni sono migliori di altri, (Kinkaleri, luglio 2008)
- Nessun Dorma, Libretto di sala, Kinkaleri, Prato 2018
- Butterfly, Libretto di sala, Kinkaleri, Prato 2017